# Transmediale

transmediale Logo

Die transmediale ist ein Festival für Medienkunst und digitale Kultur, das einmal jährlich an fünf Tagen Ende Januar bis Anfang Februar in Berlin stattfindet. Mit der Ausgabe 2017 feierte die transmediale ihr 30. Jubiläum.
Den Schwerpunkt des jährlichen Festivals bilden ein Konferenzprogramm, wechselnde Ausstellungsformate, ein Film- und Videoprogramm, Performances und Workshops. Parallel und in Kooperation findet das organisatorisch und inhaltlich unabhängige CTM Festival (bis 2011 unter dem Namen club transmediale) statt, das aus der transmediale hervorgegangen ist und sich mit experimenteller und elektronischer Musik auseinandersetzt. Zusätzlich beteiligt sich die transmediale im Rahmen des transmediale/resource-Netzwerks an kurz- und langfristigen Kooperationsprojekten, die das ganze Jahr über weitergeführt werden.

## Geschichte
Das Festival wurde 1988 unter dem Namen VideoFilmFest (ab 1989 VideoFest) im Umfeld der Berlinale als Nebenprogramm des Internationalen Forums des Jungen Films gegründet. Die Gründer, Hartmut Horst sowie Videokünstler und -aktivist Micky Kwella, wollten damit eine Plattform für Produktionen elektronischer Medien schaffen, die von klassischen Filmfestivals wie der Berlinale ausgeschlossen waren.
In den folgenden 30 Jahren entwickelte sich das Festival unabhängig von der Berlinale stetig weiter: Während es sich ursprünglich auf Videokultur konzentrierte, trat es schon früh in einen kritischen und künstlerischen Dialog mit Fernsehen und Multimedia, um sich zunehmend als führende internationale Plattform für Medienkunst zu etablieren. Im Jahr 1997 änderte es seinen Namen zu transmedia und 1998 schließlich zu transmediale. Diese Änderung reflektierte die programmatische Erweiterung des Festivals, das inzwischen ein weites Spektrum multimedialer Kunstformen wie Internet und Software Art umfasste.
Eine richtungsweisende Neustrukturierung erfuhr die transmediale im Jahr 2001: Erweiterungen im Programm sowie der Umzug ins Haus der Kulturen der Welt ließen die Besucherzahlen kontinuierlich steigen. Bei der transmediale.02 wurde erstmals eine umfassende Ausstellung gezeigt, die Medienkunst sinnlich und räumlich erfahrbar machte. 2006 änderte sich der Beititel des Festivals von „international media art festival“ zu „festival for art and digital culture“ – eine Entscheidung, die die Abkehr von reiner Medienkunst und die Öffnung hin zum Spannungsfeld von Kunst, Technologie und dem zunehmend digitalisierten Alltag reflektierte.
Seit 2001 wurde außerdem bei jeder Festivalausgabe der transmediale Award für visionäre Arbeiten und Projekte verliehen, die sich mit technologisch geprägten Gesellschaften auseinandersetzen. Um der stetig wachsenden Zahl von Einreichungen theoretischer Arbeiten für den Preis gerecht zu werden, wurde der Wettbewerb bei der transmediale.08 um den Vilém Flusser Theory Award erweitert. Mit der nach dem Philosophen und Medientheoretiker Vilém Flusser benannten Auszeichnung wurden von 2008 bis 2011 „hervorstechende medientheoretische und forschungsbasierte Kunstwerke“ geehrt. Seit dem Festival 2012 wird der Vilém Flusser Theory Award als Residenzprogramm für künstlerische Forschung fortgeführt; der allgemeine transmediale Award und der Open Web Award werden nicht mehr verliehen.
1999 wurde zudem der club transmediale als Parallelveranstaltung zur transmediale gegründet. Seitdem hat sich CTM zu einem eigenständigen Festival entwickelt, das einmal jährlich an verschiedenen Veranstaltungsorten in Berlin elektronische und experimentelle Musikkultur präsentiert.

## Themen
Seit 2001 findet die transmediale unter jährlich wechselnden thematischen Schwerpunkten statt:
- transmediale.01 DIY [do it yourself!]
- transmediale.02 go public!
- transmediale.03 PLAY GLOBAL!
- transmediale.04 FLY UTOPIA!
- transmediale.05 BASICS
- transmediale.06 REALITY ADDICTS
- transmediale.07 unfinish!
- transmediale.08 CONSPIRE...
- transmediale.09 DEEP NORTH
- transmediale.10 FUTURITY NOW!
- transmediale.11 RESPONSE:ABILITY
- transmediale 2k+12 in/compatible
- transmediale 2013 BWPWAP
- transmediale 2014 afterglow
- transmediale 2015 CAPTURE ALL
- transmediale/conversationpiece 2016
- transmediale 2017 ever elusive
- transmediale 2018 face value
- transmediale 2019 (erstmals ohne Motto)
- transmediale 2020 END TO END
- transmediale 2021/2022 for refusal
- transmediale 2023 a model, a map, a fiction[1]
- transmediale 2024 you’re doing amazing sweetie

## Organisation
Gegründet wurde das Festival von Hartmut Horst und Micky Kwella im Jahr 1988. Von 2001 bis 2007 übernahm der Kunstwissenschaftler und Kurator Andreas Broeckmann die Leitung der transmediale. Er wurde von Medien- und Kunstforscher Stephen Kovats abgelöst, der das Festival bis 2011 leitete. Von 2011 bis 2020 war der Kurator und Medienforscher Kristoffer Gansing künstlerischer Leiter des Festivals. Seit 2021 leitet die Kuratorin und Forscherin Nora O Murchú das Festival.
2004 entschied die Kulturstiftung des Bundes, die transmediale (u. a. zusammen mit der documenta und der Berlin Biennale) als kulturelle Spitzeneinrichtung zu fördern.
Seit 2011 existiert die transmediale/resource, die den Ganzjahresaktivitäten der transmediale einen Rahmen bietet. Das Ziel ist es, kontinuierliche Strukturen für Feedback, Reflexion und Forschung über den Festivalzeitraum hinaus zu schaffen. Zur transmediale/resource zählen neben wechselnden Kooperationsprojekten und Netzwerkaktivitäten das Vilém Flusser Residency Program for Artistic Research, das Online-Publikationsplattform transmediale/journal und das Vorfestivalprogramm Vorspiel, das in Kooperation mit dem CTM Festival und einem Netzwerk aus Organisationen, Galerien, unabhängigen Projekträumen und Veranstaltungsorten in ganz Berlin realisiert wird.

## Orte
Das VideoFilmFest fand bis 1992 in den Räumen der MedienOperative und der Deutschen Akademie der Künste im Osten Berlins statt. 1993 wechselte die Veranstaltung in das Podewil, das seit 1997 auch die Büros der transmediale beherbergt. In den Jahren 2002 bis 2005 fand die transmediale im Haus der Kulturen der Welt statt. 2006 wechselte sie für zwei Jahre in die Berliner Akademie der Künste, wird seit 2008 aber wieder im Haus der Kulturen veranstaltet. 2021 sind die Veranstaltungsort unter anderem der Kunstraum im Bethanien/Kreuzberg, die Betonhalle im Silent Green Kulturquartier und das transmediale studio. Das transmediale studio ist der erste eigene Projektraum der transmediale und ist ebenfalls im Silent Green Kulturquartier zu finden.